# Gaston Friman
Gaston Emil Eugen Friman, född 5 november 1917, död 2 september 2006, var en bowlingspelare som spelade i bland annat AIK Bowling. Han började spela bowling på korpnivå cirka 1947, det vill säga vid 30 års ålder. Han var också till en början en så kallad "resargrabb" (han reste käglorna) på Sveahallen. Han arbetade som "droskchaufför" (taxichaufför) och korplaget han spelade i hette Stockholms Chaufförernas IK, som allmänt kallades Chik och spelade i Sveahallen. Han spelade för Chik i 17 år innan han 1965 gick till AIK.
Det gick bra för honom i AIK och han gick direkt in i A-laget och efter endast några månader fanns han med i landslaget.